# Двойник (приток Нижнего Двойника)
Двойник — река в России, протекает по Ижемскому району Республики Коми. Длина реки составляет 22 км.
Начинается к югу от озера Бирково, лежащего на высоте 52,1 метра над уровнем моря. Течёт в южном направлении по берёзово-еловой тайге. Долина реки частично заболочена. Устье реки находится в 94 км по левому берегу реки Нижний Двойник, которую образует, сливаясь со Средним Двойником на высоте 44,9 метра над уровнем моря.
В среднем течении имеет ширину 6 и глубину 0,8 метра; в низовьях — 14 и 1 м соответственно.
Основные притоки — Недъёль (лв, впадает в 1 км от устья), Шэръёль (лв), Бык-Ёль (лв), Большой Двойник (пр, в 21 км от устья).

## Данные водного реестра
По данным государственного водного реестра России относится к Двинско-Печорскому бассейновому округу, водохозяйственный участок реки — Печора от впадения реки Уса до водомерного поста Усть-Цильма, речной подбассейн реки — бассейны притоков Печоры ниже впадения Усы. Речной бассейн реки — Печора.